# Chicago VII
Chicago VII je šesti studijski album chichaške rock zasedbe Chicago, ki je izšel leta 1974. To je prvi dvojni album novih skladb skupine po albumu Chicago III in zadnji dvojni album skupine. 

## Ozadje
Med promocijsko turnejo Chicago VI leta 1973, je skupina postala nemirna in začela v svoje koncerte vrivati nekaj jazzovskih instrumentalov. S strani publike je skupina prejela mešane odzive, člani skupine pa so v tem uživali in se, po letih razmišljanja, odločili, da posnamejo povsem jazzovsko obarvani album. S tem konceptom so odšli v studio Jamesa Williama Guercia, Caribou Ranch, kjer so pričeli s snemanjem novega albuma.
Čeprav se je snemanje pričelo kot običajno, so med člani skupine kmalu nastopili konflikti glede jazzovskega projekta. Peter Cetera in Guercio sta bila namreč mnenja, da gre za poslovno tveganje. Medtem, ko je skupina menila, da je nekaj jazzovskega materiala predobrega, da bi ga odvrgli, so ostali sprejeli pomislek in sklenili v album vključiti nekaj skladb z bolj pop in rock podlago. Tako je skupina skoraj po nesreči imela pred seboj dvojni album.
Od bolj konvencionalnega materiala, je skupina zopet ustvarila pestro paleto skladb, med drugimi s Kathovo »Byblos«, poimenovano po klubu v Osaki, kjer je skupina igrala, in se šteje med Kathove boljše skladbe. Robert Lamm, ki je v tistem času snemal solo album Skinny Boy, je prispeval številne nove skladbe. Med drugimi je prispeval naslovno skladbo svojega solo albuma, kjer so spremljevalne vokale odpele The Pointer Sisters. Medte, ko je James Pankow prispeval še eno hit »(I've Been) Searchin' So Long« (9. mesto) in je trobentač Lee Loughnane uspel s svojo prvo skladbo »Call on Me« (6. mesto), je bil Peter Cetera tisti, ki je naredil največji napredek, ko je napisal skladbi »Happy Man« in »Wishing You Were Here«, balado, pri kateri so spremljevalne vokale odpeli trije člani skupine The Beach Boys in je konec leta 1974 postala velik hit. Skladbo »Happy Man« je priredila zasedba Tony Orlando and Dawn in je izšla na njihovem albumu To Be With You.
Album je znan po tem, da vsebuje skladbe vseh članov skupine, ki so se na albumu predstavili v novi luči: Loughnane je odpel skladbo »Song of the Evergreens«, Pankow je prispeval spremljevalne vokale, Kath je igral bas, Cetera kitaro, Parazaider in Seraphine pa sta komponirala.
Izšel je marca 1974 in je zasedel prvo mesto ameriške lestvice, čeprav je prva plošča vsebovala skoraj samo jazzovske instrumentale.
Miksan in izdan je bil tako v stereu kot v kvadrofoniji. Leta 2002 je bil album remasteriziran in ponovno izdan na zgoščenki pri založbi Rhino Records z eno dodatno skladbo, zgodnjo verzijo Kathove »Byblos«. Prva prešanja izdaje te vsebujejo verzijo skladbe »Happy Man«, ki je sicer izšla na kompilaciji Greatest Hits, Volume II, pri kateri je izpuščen napačen start in odštevanje v studiu, kar lahko slišimo na originalni izdaji albuma.

## Seznam skladb
| Stran 1 | Stran 1           | Stran 1                                  | Stran 1      | Stran 1 |
| Št.     | Naslov            | Pisec                                    | Vokal        | Dolžina |
| ------- | ----------------- | ---------------------------------------- | ------------ | ------- |
| 1.      | „Prelude to Aire‟ | Danny Seraphine                          | instrumental | 2:47    |
| 2.      | „Aire‟            | Seraphine/Walter Parazaider/James Pankow | instrumental | 6:27    |
| 3.      | „Devil's Sweet‟   | Seraphine/Parazaider                     | instrumental | 10:07   |

| Stran 2 | Stran 2                 | Stran 2      | Stran 2      | Stran 2 |
| Št.     | Naslov                  | Pisec        | Vokal        | Dolžina |
| ------- | ----------------------- | ------------ | ------------ | ------- |
| 4.      | „Italian from New York‟ | Robert Lamm  | instrumental | 4:14    |
| 5.      | „Hanky Panky‟           | Lamm         | instrumental | 1:53    |
| 6.      | „Life Saver‟            | Lamm         | Lamm         | 5:18    |
| 7.      | „Happy Man‟             | Peter Cetera | Cetera       | 3:34    |

| Stran 3 | Stran 3                         | Stran 3    | Stran 3                               | Stran 3 |
| Št.     | Naslov                          | Pisec      | Vokal                                 | Dolžina |
| ------- | ------------------------------- | ---------- | ------------------------------------- | ------- |
| 8.      | „(I've Been) Searchin' So Long‟ | Pankow     | Cetera                                | 4:29    |
| 9.      | „Mongonucleosis‟                | Pankow     | Cetera/Lamm/Pankow (Krako na začetku) | 3:26    |
| 10.     | „Song of the Evergreens‟        | Terry Kath | Lee Loughnane                         | 5:20    |
| 11.     | „Byblos‟                        | Kath       | Kath                                  | 6:18    |

| Stran 4 | Stran 4                       | Stran 4   | Stran 4     | Stran 4 |
| Št.     | Naslov                        | Pisec     | Vokal       | Dolžina |
| ------- | ----------------------------- | --------- | ----------- | ------- |
| 12.     | „Wishing You Were Here‟       | Cetera    | Kath/Cetera | 4:37    |
| 13.     | „Call on Me‟                  | Loughnane | Cetera      | 4:02    |
| 14.     | „Woman Don't Want to Love Me‟ | Lamm      | Cetera      | 4:35    |
| 15.     | „Skinny Boy‟                  | Lamm      | Lamm        | 5:12    |

| Dodatna skladba (ponovna izdaja 2002) | Dodatna skladba (ponovna izdaja 2002) | Dodatna skladba (ponovna izdaja 2002) | Dodatna skladba (ponovna izdaja 2002) | Dodatna skladba (ponovna izdaja 2002) |
| Št.                                   | Naslov                                | Pisec                                 | Vokal                                 | Dolžina                               |
| ------------------------------------- | ------------------------------------- | ------------------------------------- | ------------------------------------- | ------------------------------------- |
| 16.                                   | „Byblos‟ (vaja)                       | Kath                                  | Kath                                  | 5:40                                  |

## Osebje

### Chicago
- Peter Cetera – bas kitara, glavni vokal, spremljevalni vokal, akustična kitara pri »Wishing You Were Here«
- Terry Kath – kitara, glavni vokal, spremljevalni vokal, bas kitara, zvončki pri »Song of the Evergreens«
- Robert Lamm – klavir, Fender Rhodes, Moog, Melotron, clavinet, sintetizator ARP, glavni vokal, spremljevalni vokal
- Danny Seraphine – bobni, tolkala, bas boben in hi-hat činela pri »Byblos«
- Lee Loughnane – trobenta, krilnica, spremljevalni vokal, glavni vokal pri »Song of the Evergreens«
- James Pankow – trombon, tolkala, spremljevalni vokal
- Walter Parazaider – saksofoni, flavta

### Dodatni glasbeniki
- Laudir de Oliveira – tolkala
- David Wolinski – sintetizator ARP, klavir, melotron, Fender Rhodes
- James William Guercio – kitare, bas
- Jimmie Haskell – godala
- Wayne Tarnowski – klavir
- Guille Garcia – tolkala
- Bobbi Roen, Camelia Ortiz, Diane Nini, Hank Steiger in Julie Nini – vpitje v ozadju pri »Mongonucleosis«
- Al Jardine, Carl Wilson in Dennis Wilson – spremljevalni vokali pri »Wishing You Were Here«
- The Pointer Sisters – spremljevalni vokali
- Ross Salomone – bobni

### Produkcija
- Producent: James William Guercio
- Inženir: Wayne Tarnowski, Jeff Guercio
- Snemalec godal: Armin Steiner (Sound Labs, Hollywood).
- Miks: Phil Ramone
- Naslovnica: John Berg, Nick Fasciano
- Fotografija: Urve Kuusik

## Lestvice
Album
| Leto | Lestvica      | Mesto |
| ---- | ------------- | ----- |
| 1974 | Billboard 200 | 1     |

Single
| Leto | Single                          | Lestvica                     | Mesto |
| ---- | ------------------------------- | ---------------------------- | ----- |
| 1974 | »(I've Been) Searchin' So Long« | Billboard Hot 100            | 9     |
| 1974 | »Call on Me«                    | Billboard Adult Contemporary | 1     |
| 1974 | »Call on Me«                    | Billboard Hot 100            | 6     |
| 1974 | »Wishing You Were Here«         | Billboard Adult Contemporary | 1     |
| 1974 | »Wishing You Were Here«         | Billboard Hot 100            | 11    |

## Certifikati
| Organizacija | Nivo       | Datum             |
| ------------ | ---------- | ----------------- |
| RIAA – ZDA   | Zlati      | 18. marec 1974    |
| RIAA – ZDA   | Platinasti | 21. november 1986 |